# Miles Magister

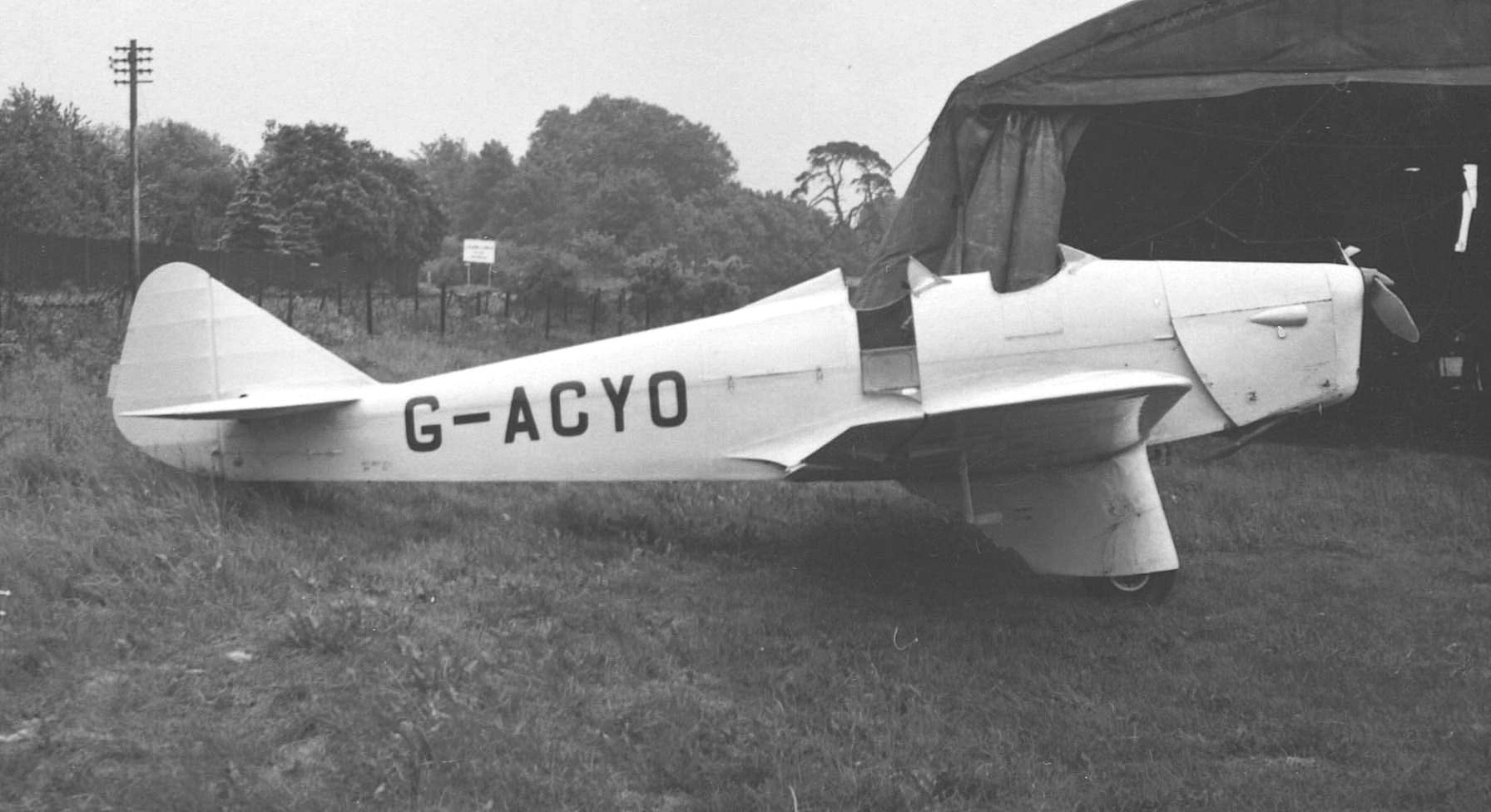
Miles Hawk Major, de civiele voorloper van de Magister

De Miles M.14 Magister was een licht lesvliegtuig uit de jaren 1930, ontworpen door Frederick George Miles en gebouwd door Phillips & Powis Aircraft Ltd. voor Miles Aircraft. Het toestel was bedoeld voor de elementaire vliegopleiding. De Magister was de eerste eendekker die specifiek werd ontworpen als trainer voor de Royal Air Force en werd gebouwd naar aanleiding van Air Ministry Specification T.40/36 uit 1936.
De Magister was gebaseerd op de civiele Miles M.2 Hawk en Miles Hawk Major trainers (uit 1935). Het was een laagdekker uitgevoerd in een houten constructie. De twee open cockpits waren achter elkaar geplaatst. Het onderstel met een staartwiel was niet intrekbaar. Als laagdekker vormde de Magister een goede introductie tot de Spitfire en Hurricane voor toekomstige gevechtspiloten.
De eerste vlucht van het toestel vond plaats op 20 maart 1937 en productie ving aan in oktober 1937. Bij de aanvang van de Tweede Wereldoorlog waren reeds meer dan 700 toestellen aan de vliegscholen van de Royal Air Force geleverd. De productie ging verder tot 1941. De Magister werd ook geleverd aan de luchtmachten van onder meer Egypte, Ierland, Nieuw-Zeeland, Zuid-Afrika en Turkije.
In totaal werden 1293 Magisters gebouwd. Na de oorlog werden talrijke Magisters voor civiel gebruik omgebouwd onder de benaming Hawk Trainer III.

## Eenpersoons variant

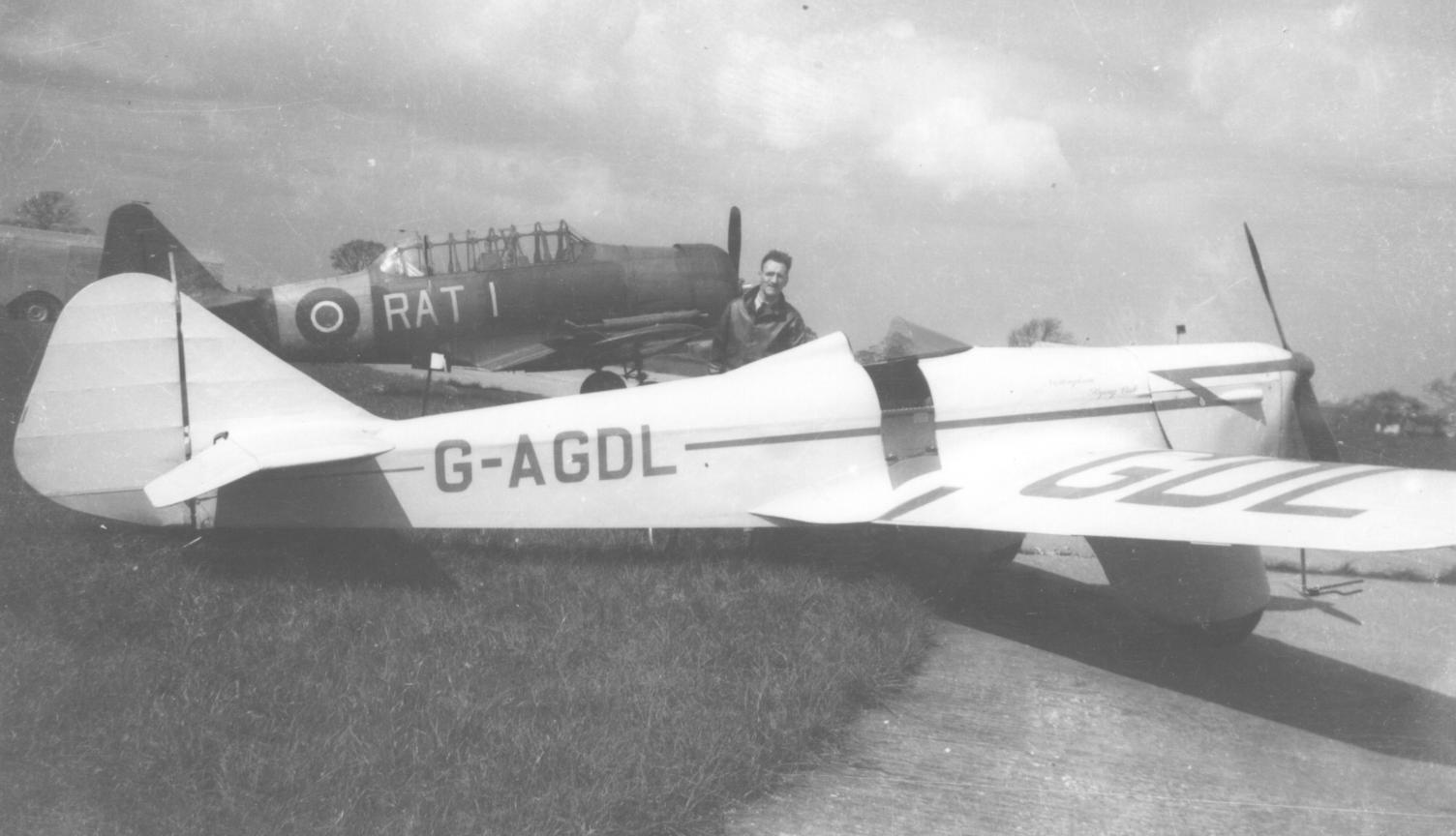
Miles M.5 Sparrowhawk eenpersoons racevliegtuig.

M.5 SparrowhawkEenpersoons racevliegtuig uitvoering van de Miles Hawk. Met een iets kortere en lagere romp. En voortgedreven door een opgevoerde de Havilland Gipsy Major viercilinder lijnmotor.

## Deelname aan luchtraces
Een Miles Hawk Major deed mee aan de Londen – Melbourne race en finishte op de vijfde plaats. Het was daarmee de snelste eenmotorige deelnemer.  
Er deed een Miles Hawk, gevlogen door Arthur Clouston, mee aan de 9900 kilometer lange Schlesinger Race van Engeland naar Zuid-Afrika, maar deze moest uiteindelijk opgeven na motorproblemen boven Rhodesië. In dezelfde race vloog Victor Smith een Miles M.5 Sparrowhawk die uitviel na een olietankprobleem boven Soedan. 

## Technische gegevens
- Bemanning: 2 (Leerling en instructeur)
- Lengte: 7,51 m
- Spanwijdte: 10,31 m
- Hoogte: 2,77 m
- Vleugeloppervlakte: 16,3 m²
- Leeggewicht: 570 kg
- Startgewicht: 845 kg
- Krachtbron: 1x de Havilland Gipsy Major-zuigermotor met 97 kW vermogen

### Prestaties
- Maximumsnelheid: 240 km/h
- Vliegbereik: 610 km
- Dienstplafond: 5.500 m
- Klimsnelheid: 4,3 m/s

## Vergelijkbare vliegtuigen
- de Havilland Moth Minor
- Fairchild PT-19
- Jakovlev UT-2